# Dangbo
Dangbo es una comuna beninesa perteneciente al departamento de Ouémé.
En 2013 tiene 96 426 habitantes, de los cuales 12 838 viven en el arrondissement de Dangbo.
Se ubica sobre la carretera RN4, unos 10 km al noroeste de Porto Novo.
La comuna alberga la sede del Instituto de Matemáticas y Ciencias Físicas de Benín.

## Subdivisiones
Comprende los siguientes arrondissements:
- Dangbo
- Dékin
- Gbéko
- Houédomey
- Hozin
- Késsounou
- Zounguè